# Кекавський край
Кекавський край (латис. Ķekavas novads) — адміністративно-територіальна одиниця Латвійської Республіки. Розташований у центральній частині країни, в історичному регіоні Ліфляндія. Адміністративний центр — Кекава. Створений 2021 року. Площа — 454,5 км². Населення — 30 077 осіб (2021). До складу краю входять 3 міста і 3 волості.

## Історія
Край утворений 1 липня 2021 року шляхом об'єднання Кекавського та Балдонського країв, після адміністративно-територіальної реформи Латвії 2021 року. 1 липня 2022 року село Кекава отримало статус міста, його було виділено із Кекавської волості у окрему адміністративну одиницю.

## Адміністративний поділ
- 3 міста - Балдоне, Баложі, Кекава
- 3 волості - Балдонеська, Даугмалеська, Кекавська

## Населення
Національний склад краю за результатами перепису населення Латвії 2011 року.
| Національність | К-сть | % |
| -------------- | ----- | - |